# Großsteingräber bei Achim
Die Großsteingräber bei Achim waren drei megalithische Grabanlagen der jungsteinzeitlichen Trichterbecherkultur bei Achim im Landkreis Verden (Niedersachsen). Sie wurden 1870 und 1876 zerstört.

## Lage
Die Gräber befanden sich in der Nähe des Bahnhofs von Achim in einem Sandberg. Grab 1 lag einige Meter westlich von Grab 1 und Grab 2 ebenfalls westlich in 30 m Entfernung.

## Beschreibung
Grab 1 hatte eine Länge von 20 m und eine Breite von 3,5 m; angeblich war es über 4 m hoch. Grab 2 war etwas kleiner. Grab 3 hatte eine Länge von 11,5 m und eine Breite von 3,5 m; die Höhe betrug auch hier angeblich über 4 m. Es besaß sechs Wandsteine von 2–3 m Höhe und drei Decksteine. Der genaue Grabtyp der Anlagen lässt sich anhand dieser Angaben nicht sicher bestimmen, auch weil nicht eindeutig ist, ob sich die Maßangaben auf das Hünenbett oder die Grabkammer beziehen.